# Фудзимото, Тикара
Тикара Фудзимото (яп. 藤本 主税 Фудзимото Тикара, род. 31 октября 1977 года, префектура Ямагути) — японский футболист, полузащитник, и тренер. В настоящее время главный тренер клуба «Нагано Парсейро»

## Карьера
На протяжении своей футбольной карьеры выступал за клубы «Ависпа Фукуока», «Санфречче Хиросима», «Нагоя Грампус Эйт», «Виссел Кобе», «Омия Ардия», «Роассо Кумамото».

## Национальная сборная
В 2001 году сыграл за национальную сборную Японии 2 матча.

## Статистика за сборную
| Сборная Японии | Сборная Японии | Сборная Японии |
| Год            | Матчи          | Голы           |
| -------------- | -------------- | -------------- |
| 2001           | 2              | 0              |
| Итого          | 2              | 0              |